# Miroslava Metleaeva
Miroslava Metleaeva (pseudonim pentru Miroslava Luchiancicova, n. 11 septembrie 1946) este o poetă, prozatoare, eseistă și traducătoare din Republica Moldova.

## Studii
A făcut școala primară în Cornești (1953-1956) și școala medie de cultură generală în satul Ciudei (Mejdurecie) – Storojineț, regiunea Cernăuți, RSS Ucrainească (1956-1964). A urmat studii superioare la Facultatea de filologie a Universității de Stat din Moldova (USM) (1965-1970). Studii postuniversitare a avut la Agenția de Stat Teleradio (cursuri de redactor, 1982) și masterat în psihologie, USM (2001-2002).

## Experiență de lucru
După absolvirea universității a lucrat ca profesoară de limba și literatura rusă; redactor TeleRadio Chișinău; specialist principal mass-media la Ministerul Agriculturii. Din 1990 se consacră aproape exclusiv jurnalismului, activând în calitate de redactor-șef sau colaborator al mai multor ziare și reviste: „Făclia” (versiunea rusă), ziarul „Cetățeanul Moldovei”, „Zerkalo”, „aMIC” (versiunea rusă); „Kitej-Grad” (Iași); almanahul rus „Golosa Sibiri” (Rusia). Actualmente este cercetător științific al Institutului de Filologie al AȘM. Este membru al Uniunii Scriitorilor din Republica Moldova (1995) și al Uniunii Scriitorilor din România (2002), membru al Consiliului Uniunii traducătorilor din țările membre  CSI și țările baltice, membru PEN Centrului al Filialei din Moldova (2012).

## Activitate literară

### Poezii
- Я живу среди вас... (Eu trăiesc printre voi..), Chișinău : Hyperion, 1992
- Песни ночи (Cântece nocturne), Chișinău : Ed. Liga, 1994
- Cântece nocturne / trad. în română de Ion Proca, Chișinău : Hyperion, 1995
- Тень галеона : стихи (Umbra galeonului), Chișinău : AȘM, 2002

Culegeri colective: 
- Венок Есенину (O coroană pentru Esenin), Chișinău : Hyperion, 1995
- Стихи мои, свидетели живые (Versurile mele, martori vii), 1997
- Незабытые дороги (Drumurile neuitate), Chișinău: Negociator, 2000
- Iubire de metaforă. Vol. 2 / antol. de Mihai Dolgan, Chișinău: USM, 2001
- Shalom-Alechem : Сборник вокал. сочинений на иврите, идиш и рус. языках / Злата Ткач ; стихи : И. Шрайбмана, М. Метляевой, et al. Chișinău : Pontos, 2001
- Singular Destinies: Contemporary Poets of Bessarabia, Chișinău : Cartier, 2003 [traducerile versurilor Miroslavei Metleaeva în engleză]
- Luceafărul, nr. 42, București, 2004 [poezii de M. Metleaeva în traducerie de N. Popa]
- 28 plus, 2005
- Tu ești taina : Culegere de poezie / trad. în română de A. Busuioc, N. Popa, I. Proca. Chișinău : Pontos, 2005, p. 78-85
- Catalogul annotat al scriitorilor și traducătorilor din țările CSI și Baltia / coautor și alcătuitor Miroslava Metleaeva. Erevan : Antares, 2009
- Caietele Тristan Tzara : publicație internațională pentru studiul avangardelor contemporane / antol. : Vasile Robciuc, Moinești, 2010 [traducerile poemelor Miroslavei Metleaeva în engleză și franceză]

### Proză
- Привет, миссис Ватсон!..: Почти документальная повесть (Salut, Ms Watson!...) / Роман Аронов, Мирослава Метляева, Chișinău : Pontos, 2008 ;
- Игра в паззлы : Поэзия и проза (Jocul de puzzle : poezie și proză), Chișinău : Lumina, 2010 ; Ed. a II-a - 2012 ;
- Puzzle / trad. de Nicolae Rusu, Iași : Cartea Românească, 2019  ; Iași : Junimea, 2023

### Cărți pentru copii
- Утёнок (Rățușca) / ил. : Dorota i Marek Szal ; текст : Miroslava Metleaeva, Chișinău : Prut Internațional, 2003 ;
- Щенок (Cățelușul), Котёнок (Pisoiul)
- Batzaria, Nicolae. Голубой цветок (Floarea albastră). Chișinău : Prut Internațional, 2003 ; Ed. a II-a - 2007
- Страна Букваря (Țara Abecedarului), Chișinău : Litera, 2012
- 30 de volume de povești din colecția Disney traduse în limba rusă după versiunea română, Ed. Litera, 2012
- Nakonecinaia, Tatiana. Micuța Margo și Aventurile duhului casnic Tioma, Chișinău : Lumina, 2012
- Când părinții nu-s acasă : nuvele / trad. în lb. rom. de N. Rusu, Chișinău : Prut Internațional, 2015 ;
- Забавные цифры (Cifre vesele) / стихи Мирославы Метляевой по мотивам поэзии для детей Василе Романчука, ил. : Виолета Дабижа. Chișinău : Prut international, s.a.

### Cărți și articole de critică literară
- Литературно-художественный диалог (Dialog literar-cultural), monografie colectivă sub egida Academiei de Stiințe a Rusiei și a Institutului de Literatură și Artă „M. O. Auezov”; cap. „Orientalismul în creațiile poeților și artiștilor basarabeni”, Alma-Ata, 2008, p. 116-122
- Времена и духовности (Timpuri și spiritualitate), monogafie colectivă, volum de articole științifice, cap. „Renaștere poetică (Poezia Moldovei)”, Kazahstan, Alma-Ata, Ed. Arda, 2010, p. 260-268;
- Новейшая зарубежная литература (Literatura mondială contemporană), monografie internațională, cap. „Literatura Moldovei”, Kazahstan, Alma-Ata, Ed. Jibek Joly, 2011, p. 494-554
- Литература Молдовы на стыке веков. Литературная критика, эссе, путёвые заметки (Literatura Moldovei la răscrucea secolelor. Critică literară, eseuri, însemnări de călătorie), monografie și antologie de traduceri din literatura basarabeană, Ed. Profesional Service, 2014, 791 p
- De la stereotipuri la originalitatea traducerii : Poemul „Luceafărul” de Mihai Eminescu în spațiul rusolingv, Târgoviște : Bibliotheca, 2018. 978-606-772-303-8
- Lumile paralele ale memoriei istorice / Miroslava Metleaeva. In : BiblioPolis. Vol. 73(2019), Nr. 2 / Biblioteca Municipală „ B.P. Hasdeu”
- Interpretarea traducerilor „ Luceafărului” eminescian în limba rusă, Iași : Tipo Moldova, 2020. 978-606-42-0729-6
- Revenirea lui Ivan Turbincă / Miroslava Metleaeva. In : BiblioPolis. Vol. 76(2020), Nr. 1 / Biblioteca Municipală „ B.P. Hasdeu”

### Traducerile

#### Din română în rusă
- traduceri din poezia poetului Leonard Tuchilatu. In : Rapsodie, Chișinău : Prut Internațional, 2000 ;
- Stănescu, Nichita. 11 elegii (Cina cea de taină) = Стэнеску, Никита. 11 элегий (Тайная вечеря) : (1966), Chișinău : Mesagerul, 2003 ;
- Cristian A. Petricu, Ungiul de vedere, București : Ed. Gutenberg, 2007 ;
- Mihail Sadoveanu, Viața lui Ștefan cel Mare
- 30 de volume de povești din colecția Disney traduse în limba rusă după versiunea română, Ed. Litera, 2012
- Noica, Constantin. Шесть болезней современной духовности [Șase maladii ale spiritului contemporan], Târgoviște : Ed. Bibliotheca, 2012
- Târgoviște – Chișinău – Sankt-Petersburg : antologie cu traducerea în rusă a 24 de poeți din Târgoviște și a 20 de poeți din Chișinău, Târgoviște : Ed. Bibliotheca, 2012, Ed. a II-a - 2013 ;
- traduceri din poezia poetului bucovinean Ilie Motrescu, în revista de limba rusă „Мосты” („Mostî”) din Frankfurt-pe-Main, 2013, nr. 37, p. 295-302
- Eminescu, Mihai. Luceafărul = Лучафэр, Chișinău : Prut Internațional, 2015. 978-9975-54-221-0
- Filip, Iulian. Linii și cuvinte comunicante. [Vol.] 2 = Des lignes et des paroles communicantes, 2 = Comunicating lines and world, 2 = Linee e palrole comunicanti, 2 = Сообщающиеся линии и слова 2 /  trad. : Veronica Muntean, Miroslava Metleaeva, Gheorghe Simion, Chișinău : S.n., 2016
- Colesnic, Iurie. Chișinăul de ieri și de azi = Кишинэу вчера и сегодня, Chișinău : Print-Caro, 2020. 978-9975-56-779-4
- traduceri din Nichita Danilov, Dumitru Crudu, Valeriu Matei, Ghenadie Postolache, Ion Hadârcă, Ion Proca, Eugen Cioclea, Nicolae Rusu, Valeriu Babanschi, Constantin Cheianu, Leo Botnaru etc.

#### din ucraineană în română
- Nakonecinaia, Tatiana. Micuța Margo și Aventurile duhului casnic Tioma, Chișinău : Lumina, 2012

#### din aromână în rusă
- Batzaria, Nicolae. Голубой цветок (Floarea albastră). Chișinău : Prut Internațional, 2003 ; Ed. a II-a - 2007

## Mențiuni
- Diplomă și premiul Uniunii Scriitorilor din RM pentru traducerea volumului Rapsodie de Leonard Tuchilatu, 2002
- Diplomă și medalie jubiliară „Nichita Stănescu”, Festivalul internațional de poezie „Nichita Stănescu”, Ploiești, 2003, Chișinău, 2006
- Diploma Festivalului internațional „Maximilian Voloșin”, Koktebel, Ucraina, 2009
- Medalia „Mihai Eminescu” (Moldova), 2010[1]
- Diplomă și premiul Salonului internațional de Cărți pentru traduceri, Chișinău, 2012

## Premii
- Premiul video-concursului TV republican „Topul poeziei”, video „Nu vreau să știu ce mii predestinat”, Chișinău, 1997;
- Premiul Uniunii scriitorilor din RM pentru traducerea volumului „Rapsodie” de Leonard Tuchilatu, 2001;
- Premiul Festivalului international de poezie Nichita Stănescu, Chișinău, 2006;
- Premiul Festivalului international „Maximilian Voloșin”, Koktebel, Ukraina, 2009;
- Medalia „Mihai Eminescu”(Moldova), 2010;
- Premiul Uniunii scriitorilor din RM pentru romanul „Igra v pazly”, 2011;
- Premiul Salonului Internațional de Carte pentru traduceri, Chișinău, 2012;
- Premiul Ministerilui Culturii pentru cartea „Când părinții nu-s acasă” în cadrul Salonului Internațional de Carte, 2016;
- Premiul Uniunii Scriitorilor din Moldova pentru traducerea poemului “Luceafărul” de Mihai Eminescu, 2016;[2]